# Settore economico

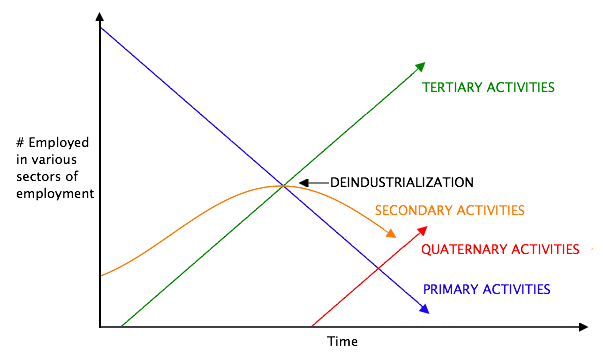
Modello dei settori di Clark

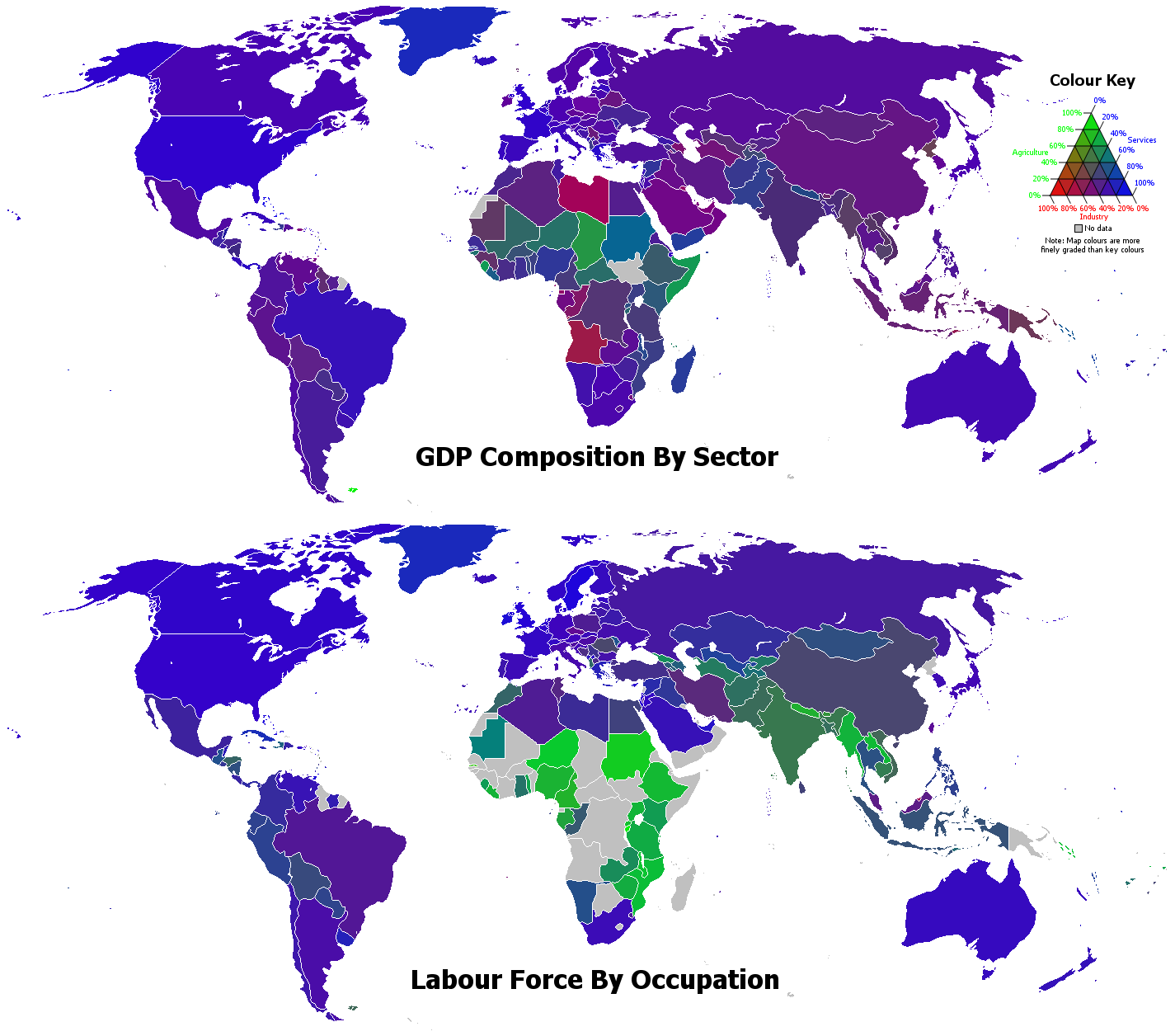
Struttura del PIL del settore e di forza lavoro per professione. Le componenti verdi, rosse e blu dei colori dei paesi rappresentano rispettivamente la percentuale per l'agricoltura, l'industria e i servizi.

Un settore economico, in economia, indica ciascuna possibile modalità di accorpamento di differenti attività economiche secondo caratteristiche comuni.  Ad esempio l'ESCAP delle Nazioni Unite distingue il settore energia da quello dei trasporti, le risorse naturali dalle comunicazioni, ecc.
La suddivisione è stata studiata inizialmente da Colin Clark e Jean Fourastié nel 1940 con la legge dei tre settori classificazione  che distingue il settore primario (agricoltura), dal secondario (industria) e dal terziario (servizi); c'è anche un quarto settore che è quello dell'alta tecnologia. Altrettanto importante è poi la suddivisione tra settore pubblico e settore privato.